# 伊東俊夫
伊東 俊夫（いとう としお、1904年（明治34年）8月5日 - 1991年（平成3年）7月6日）は、愛知県出身の日本の解剖学者、医学博士。
1956年（昭和31年）、群馬大学医学部で教授として務めていた際に発見した伊東細胞の発見者として名高い。

## 生涯
慶應義塾大学を卒業し、慶應義塾大学にて助教授を務め、東京女子医学専門学校（現:東京女子医科大学）で教授を務める。その後は前橋医科大学、群馬大学、帝京大学にて教授を務める。
1956年に群馬大学医学部で教授を務めていた際に、肝臓を構成する微小組織で、ディッセ腔に存在する線維芽細胞の1つである伊東細胞を発見する。なお、伊東が発見報告した際の名称は「脂肪摂取細胞」であった。
1958年（昭和33年）9月から同年12月まで前橋医科大学の学長事務取扱代理を務める。
1979年（昭和54年）に「肝臓の脂肪摂取細胞に関する研究」により日本学士院賞を受賞。
1991年（平成3年）7月6日に死去。